# 岫巖満族自治県
岫巌満族自治県（しゅうがん-まんぞく-じちけん、満洲語: ᠰᡝᡥᡝᡥᡠᠨ
ᠮᠠᠨᠵᡠᡳ
ᠪᡝᠶᡝ
ᡩᠠᠰᠠᡵᠠ
ᡥᡡᠰᠠ 、転写：sehehun manju-i beye dasara gūsa）は中華人民共和国遼寧省鞍山市に位置する自治県。満洲族の人口は89％を占める。

## 地理
岫巖県は遼東半島の北部、黄海沿岸に位置する。岫とは穴のある山を意味し、潮汐により岩に多くの穴が形成された地形が広がる。瀋陽市まで243km、鞍山市の中心部まで136kmに位置して、 東隣は鳳城市、西は営口市・蓋州市で、 南に東港市・荘河市、 北に海城市・遼陽市と境を接する。北緯40度～40度39分、東経122度52分～123度41分。
蘇子溝鎮古竜村羅圏溝里は、約5万年前に隕石が衝突した際に形成された、直径約1.8km、深さ150mのクレーター内にある。（北緯40度22分3秒 東経123度27分44秒 / 北緯40.36750度 東経123.46222度）。県の北部には、薬山山地が広がる。

## 歴史
明代に設置された岫巖堡を前身とする。清代になると1772年（乾隆37年）に岫巖庁(sehehun hoton i tinggin)、1876年（光緒2年）には岫巖州(sehehun jeo)に昇格した。中華民国が成立すると1913年（民国2年）に岫巖県と改編された。
1958年には丹東市の管轄県とされた。1985年に岫巖満族自治県に改編、1992年1月には鞍山市に移管された。

## 行政区画
5街道弁事処、18鎮、3郷を管轄する。
- 街道弁事処：阜昌街道、大寧街道、興隆街道、雅河街道、仙人咀街道
- 鎮：三家子鎮、石廟子鎮、黄花甸鎮、大営子鎮、蘇子溝鎮、偏嶺鎮、哈達碑鎮、新甸鎮、洋河鎮、楊家堡鎮、清涼山鎮、石灰窯鎮、前営子鎮、竜潭鎮、牧牛鎮、薬山鎮、大房身鎮、朝陽鎮
- 郷：紅旗営子郷、嶺溝郷、哨子河郷

## 産業
岫巖は、玉石（ヒスイ）の中国最大の産地で埋蔵量も豊富であり「玉都」と呼ばれ、産出する玉石は「岫玉」と呼ばれる。河北省の満城漢墓から出土した2000年前の中山靖王劉勝夫妻の「金縷玉衣」等は、岫玉で製作されたものと鑑定されている。
その他マグネシウムは世界の埋蔵量の80％を占めている。

## 交通

### 鉄道
- 中国国家鉄路集団
  - 海岫線:海城駅と岫巖駅を結ぶローカル線。
  - 岫荘線

### 道路
- 高速道路
  -  丹錫高速道路
- 国道
  -  G229国道（中国語版）

## 注
1. ↑  满族心灵歌者八音赫赫参加首届满族·满语春晚 https://www.jianshu.com/p/edab60eaee16
2. ↑  レコードチャイナ「小さな窪地の集落が実はクレーターだった！5万年前のものと推測―遼寧省」2009-12-19
中国玉都岫岩网「“岫岩坑”被证实为国内首个陨石撞击坑」